# Skuphonura laticeps
Skuphonura laticeps is een pissebed uit de familie Anthuridae. De wetenschappelijke naam van de soort is voor het eerst geldig gepubliceerd in 1925 door Keppel Harcourt Barnard.